# أحدب نوتردام 2
أحدب نوتردام 2 أو (بالإنجليزية: The Hunchback of Notre Dame II)‏ هو فيلم رسوم متحركة غنائي رومانسي أمريكي من إنتاج والت ديزني للرسوم المتحركة، جزء ثاني غير سينيمائي للفيلم الأصلي أحدب نوتردام الصادر عام 1996، صدر الفيلم ضمن إصدارات العرض المنزلي فقط في 5 فبراير 2002.

## الحبكة
في القرن الخامس عشر، ست سنوات بعد أحداث الفيلم الأصلي أحدب نوتردام، يصحبنا الجزء الثاني في متابعه لأحداث كوازيمودو والذي يقرر أن يبقى في عمله في دق أجراس كتدرائية نوتردام بعد أن سمح له أخيرًا بأن يصبح جزئًا من المجتمع الذي لطالما أحس برفضه لشكله المختلف، ويستمر في حياته التي تصحبها فيها (الكراغل) فيكتور هيوجو ولافرين وصديقته إزميرالدا التي تعقد قرانها مع قائد الحرس فيبوس لينجبا الطفل زين ذا عمر الست سنوات في وقت وقوع أحداث الفيلم.
يستعرض الفيلم ما يحدث عقب وصول السيرك المتنقل بقيادة ساروش إلى المدينة وكيف يلعب هذا دورًا كبيرًا في وقوع كوازيمودو في حب الجميلة مادلين.

## القصة
يبدأ الفيلم بأغنية على الطراز الفرنسي بعنوان يوم العشاق أو (بالفرنسية: Le Jour D'amour) التي تستعرض لنا بداية يوم مشرق في المدينة يوم احتفال خاص للعشاق.

### وصول السيرك
تتابع أحداث الفيلم حتى وصول سيرك متنقل بقيادة لص يدعى ساروش، أستغل السيرك لتنفيذ مخططاته لسرقة أهالي المدينة أثناء أنشغالهم بعروضه، تعمل مع ساروش قهرًا فتاه يتيمة تدعى مادلين عقب محاولتها سرقته وهي طفلة، فبدلًا من سجنها أو تسليمها للشرطة قرر رعايتها مقابل عملها لديه.
يكلف ساروش، الجميلة مادلين بمهمة أستكشاف برج أجراس كتدرائية نوتردام، ليستطيع الوصول ومعرفة موقع أغلى وأقيم جرسٍ في المدينة، لا-في دل' الصخم المرصع بالجواهر الملونة،
لتقابل مادلين كوازيمودو الذي لطالما عمل في دق أجراس والذي قد وقع في حبها البرج فتهرب بعيدًا نتيجة شكله المختلف ما أن تراه،
عقب رد فعلها على شكله، بدأ كوازيمودو يفقد الآمل في أن يحبه أي شخص متمنيًا حصول معجزة توقع شخصًا ما في حبه.

### سرقة الجرس
يستكمل ساروش خطته في سرقة الجرس، فيدفع مادلين للعودة مجددًا رغم خوفها من كوازيمودو وشكله المختلف والغير عادي، متعرضةً للذل على يدي ساروش بتهديداته لها عن تسلميها للشرطة نتيجة ما فعلت في صغرها.
تحاول مادلين معرفة موقع الجرس في نفس الوقت الذي تكتشف فيه كم أن كوازيمودو طيب القلب وتكاد أن تقع في حبه، عقب معرفة مادلين موقع لا-في دل، ينطلق ساروش أثناء أحد عروضه لسرقة الجرس من برج الأجراس.
ينطلق زين، أبن القائد فيبوس لبرج الجرس مصادفةً مع نجود ساروش ورجاله في البرج، ويتسلل خفية في وسطهم،
نتيجة القلق على زين واختفائه، يشدد القائد فيبوس على البحث عنه ليكتشفوا آمر سرقة لا-في دل، فيتيقن فيبوس من شكوكه السابقة حول السيرك المتنقل المستخدم في الواقع كأداة للإلهاء أثناء سرقات ساورش.
يواجه كوازيمودو مادلين بكونها لصة مع ساروش، ويدرك غبائه حينما ساعدها في العثور على لا-في دل' بالإضافة إلى هجره لها قبل أن تستطيع توضيح الآمور.

### مساعدة مادلين
ينتقل قائد الحرس فيبوس مع الحرس لمخبأ أسفل المدينة، عقب بحثهم المشدد الذي لم يؤتي بنتيجة في العثور على كل من زين أو لا-في دل، فيتوصلا إلى محاولة ساروش الهروب عن طريق الجدول الموجود أسفل المدينة بالإضافة إلى وجود زين معهم.
نتيجة محاصرة ساروش بالحراس، اضطر ساروش إلى أستغلال زين وأخذه كرهينة للعبور بسلام بالجرس، لتنتطلق مادلين لتنقذ زين من أيدي ساروش.

## مؤدو الأصوات
- توم هالس - كوازيمودو
- جسنفير لوف هويت - مادلين
- جاسون ألكسندر - هيوجو
- باول كاندل - كلوبين
- كفن كلين - كابتن فيبوس
- ميشيل مكين - ساروش
- ديمي مور - إزميرالدا
- هالي أوزمينت - زيفر
- جين ويفرز - لافرين
- جيم كمنجز - أرشيدون[2]

## الأغاني
يحتوى فيلم أحدب نوتردام 2 جراء كونه فيلم موسيقى على عدة أغاني تغنيها مختلف شخصيات الفيلم.
يحتوى الفيلم على أربعة أغاني من كتابة الكاتب والتر كنون.
- La Jour D'amour

أو كما في النسخة العربية يوم العشاق، هي مقدمة الفيلم التي تستعرض ساحة العجائب وأحتفالاتها في أحد أيامهم المميزة المعدة خصيصة للعشاق.
- An Ordinary Miracle

أو كما في النسخة العربية دي معجزة عادية, هي الأغنية المقدمة من كوازيمودو بطل الفيلم، عقب زيارة مادلين له في برج ساعة كتدرائية نوتردام والتي تستعرض تمنيه بالحصول على حب متبادل عقب رد فعل مادلين بالهروب من شكله المختلف.
- I'd Stick With You

أو كما في النسخة العربية أنا حلزق فيك, التي تدور بين زين وكوازيمودو.
- La La Fallen in Love

أو كما في النسخة العربية لا لا دة في الحب طب هي الأغنية المقدمة من (الكراغل) فيكتور، هيوجو ولافرين عقب شعورهم بوقوع كوازيمودو الأقرب لأبن لهم من كثرة الفترة التي عاش معهم فيها بالحب.

## النسخة العربية
في عام 2008 تم تسليم الفيلم لستوديو مصرية ميديا ليتلقى تعريبه الصوتي الكامل لجميع الحوارات والأغاني،
عملت المخرجة الموسيقية الكبيرة جيهان الناصر على أعادة كل من الأخوين صاحيا الأصوات المميزة هشام نور مؤدي صوت سمبا من سلسلة أفلام الأسد الملك، الغناء المنفرد من فيلم طرزان وفيلم الأسد الملك 2: عهد سمبا، الصوت الغنائي لتيمون من فيلم الأسد الملك ومؤدي صوت كوازيمودو من الفيلم الأول أحدب نوتردام وياسر شعبان مؤدي صوت كلوبين من فيلم أحدب نوتردام لعمل على الفيلم، عقب سنوات طويلة من غيابهما نتيجة مشاكل وقعت بينهم وبين شركة التعريب الصوتي،
بعد محاولات كبير عاد هشام نور للعمل في الدور الغنائي فقط لكوازيمودو، وعاد ياسر شعبان للعمل على كل من الصوت الغنائي والحواري لكلوبين.
رغم إنهاء العمل على النسخة العربية عام 2008، ظلت النسخة حبيسة الأدراج لما يقارب الثمان سنوات المقبلة لتاريخ تعريبه الصوتي لتصدر نسخته العربية أول مرة بعد أربعة عشر عامًا من إنتاج الفيلم في نهايات نوفمبر 2016 ضمن خدمة المشاهدة المباشرة الرسمية ستارز بلاي.
يعتبر هذا هو آخر مشاركة للأخوين ياسر شعبان وهشام نور في أي عمل مدبلج لديزني في الوطن العربي.
تم إخراج الحوار على يد المترجم هاني سامي، بينما تم ترجمة وأعداد النص العربي الحواري على يد داليا الصاوي، وتمت كتابة الأغاني والأشعار على يد زياد فايز،
وتقوم بإخراج الغناء المخرجة الموسيقية والمؤدية جيهان الناصر، المؤدية لدور شريكي من مسلسل إلينا من آفالور، والدة دمبو من فيلم دمبو، والدة حاذوقة من فيلم كيف تروض تنينك 2، باربي من شريك، الغناء المنفرد من تنة ورنة، الغناء المنفرد من النسخة شبه الرسمية لفيلم أسطورة مريدا، مؤدية صوت كوكبة من عائلة ميكي ماوس وكالوهون من رالف المدمر، مذر جوثل من رابونزل، بوكاهونتاس من فيلم بوكاهونتاس، الصوت الغنائي لإزميرالدا من فيلم أحدب نوتردام وميجارا من فيلم هرقل بالإضافة إلى إخراجها الغنائي على عدد كبير من أفلام ديزني.

### الأداء الصوتي
- محمود عزت - كوازيمودو (حوار)
- هشام نور - كوازيمودو (غناء)
- هاني سامي - فيبوس
- إيمن عبد الرحمن - فيكتور
- عادل خلف - هيوجو
- سهير البدراوي - لافرين (حوار)
- جيهان الناصر - لافرين (غناء)
- ياسر شعبان - كلوبين
- محمد هاني - زين
- محمود عامر - ساروش
- سارة عبد الرحمن - مادلين[5]

#### الأغاني العربية
- يوم العشاق - ياسر شعبان، هشام نور، محمد عبد العظيم، معتز يسري
- لو معجزة عادية - هشام نور
- أنا حلزق فيك - هشام نور، محمد هاني
- لا لا لا دة في الحب طب - محمد عبد العزيز، معتز يسري، جيهان الناصر[6]

وعمل على النسخة العربية إيضًا، أحمد مصطفى، رقية مصطفى، سليم محمد علي، مريم مكيوي، منة هاني، مصطفى سمير، نادين محمد وهشام فرج.

## وصلات خارجية
- الموقع الرسمي
- أحدب نوتردام 2 على موقع IMDb (الإنجليزية)
- أحدب نوتردام 2 على موقع روتن توميتوز (الإنجليزية)
- أحدب نوتردام 2 على موقع نتفليكس (الإنجليزية)
- أحدب نوتردام 2 على موقع قاعدة بيانات الأفلام العربية
- أحدب نوتردام 2 على موقع ألو سيني (الفرنسية)
- أحدب نوتردام 2 على موقع أول موفي (الإنجليزية)
- أحدب نوتردام 2 على موقع فيلمافينيتي (الإسبانية)
- أحدب نوتردام 2 على موقع قاعدة بيانات الأفلام السويدية (السويدية)
- أحدب نوتردام 2 على موقع قاعدة بيانات الفيلم (الإنجليزية)
- أحدب نوتردام 2 على موقع ليتربوكسد (الإنجليزية)